# Page Avenue
Albums de Story of the Year
Live In The Lou/Bassassins
(2005)
Singles
Page Avenue est le premier album studio de Story of the Year. Il est sorti le 16 septembre 2003.
L'album a été classé 51e dans le Billboard 200.

## Liste des titres
1. And The Hero Will Drown - 3:12
2. Until The Day I Die - 3:55
3. Anthem Of Our Dying Day - 3:40
4. In The Shadows - 3:28
5. Dive Right In - 3:15
6. Swallow The Knife - 3:36
7. Burning Years - 3:07
8. Page Avenue - 3:37
9. Sidewalks - 3:34
10. Divide And Conquer - 3:04
11. Razorblades - 3:23
12. Falling Down - 3:58

Bonus Track
1. The Heart Of Polka Is Still Beating - 3:45

## Membres
- Dan Marsala - Chant
- Ryan Phillips - Guitare
- Philip Sneed - Guitare
- Adam Russell - Basse
- Josh Wills - Batterie